# Morimopsis granulipennis
Morimopsis granulipennis là một loài bọ cánh cứng trong họ Cerambycidae.